# Göteborgs Idun
Göteborgs Idun är en förening endast öppen för kvinnor verksam i Göteborg sedan 1924. Namnet och klubbtanken hämtades från det stockholmska Sällskapet Idun, en kulturförening enbart öppen för män.
Föreningen Göteborgs Idun bildades 1924. Det var en förening för kulturellt intresserade kvinnor och meningen var att tillhandahålla en dagligt tillgänglig lokal med tidningar, tidskrifter och uppslagsböcker för medlemmarna där de kunde träffas för samspråk och klubbliv. På 1980-talet hade föreningens stadgar ändrats något och nu hade föreningen till uppgift att ordna föredrag om vetenskap, konst, litteratur och musik, anordna cirklar och studiebesök och stödja ideell verksamhet av social natur.
Iduns lokal låg först på Kungsportsavenyn och för att bekosta den och föreningens verksamhet startade man aktiebolaget AB Göteborgs Idun med 400 aktier. Aktiebolaget gick i likvidation 1940. Senare köpte man ett hus på Storgatan 47 och bildade Fastighetsföreningen Storgatan 47. 1980 såldes dock huset, fastighetsföreningen upplöste och föreningens verksamhet flyttades till lokaler på Södra Vägen
Göteborgs Idun har haft olika slags verksamhet genom åren. De ordnade föredrag, kurser, kulturevenemang, resor, utflykter och fester. Senare bedrev de även restaurangverksamhet med alkoholutskänkning, höll basarer för Rädda Barnen och hyrde ut lokaler till andra föreningar på Storgatan 47. 
Numera hyr de in sig för månatliga träffar med föredrag och supé. Första träffen på hösten sker i form av studiebesök på främst platser, som man inte kommer till själv.